# بخش واشینگتن (شهرستان کلینتون، اوهایو)
بخش واشینگتن (به انگلیسی: Washington Township) یک منطقهٔ مسکونی در ایالات متحده آمریکا است که در شهرستان کلینتون، اوهایو واقع شده‌است.
 بخش واشینگتن ۷۱٫۰ کیلومتر مربع مساحت و ۲٬۱۳۰ نفر جمعیت دارد و ۳۳۱ متر بالاتر از سطح دریا واقع شده‌است.